# Pablo Christiani
Pablo Christiani (o Paul Christian ; anteriormente "Saúl" o "שאול בן"?) fue un controvertido judío sefardí que, habiéndose convertido al cristianismo, utilizó su posición como fraile dominico para intentar convertir a otros judíos de Europa al catolicismo romano. Christiani es recordado particularmente por su participación en la Disputa de Barcelona, un debate apologético entre católicos y judíos ocurrido en 1263, en presencia del rey Jaime I de Aragón.

## Vida anterior y conversión
Se sabe poco de sus primeros años. Se sabe que había nacido en el sur de Francia, probablemente en Montpellier, aunque también se ha afirmado que nació en la España del siglo XIII en el seno de una piadosa familia judía, y se cree que fue alumno del rabino Eliézer de Tarascón. Se cree asimismo que su nombre era Saúl (Shaul) y que lo habría cambiado a Pablo tras convertirse al catolicismo. Habiéndose casado con una judía y tenido hijos con ella, se los habría arrebatado al abandonarla tras convertirse él y sus hijos al catolicismo romano. Luego se unió a la Orden de los Dominicos como fraile.

## La disputa de Barcelona y sus consecuencias
Antes de la Disputa de Barcelona de 1263, siguió el ejemplo de Nicolás Donin al intentar prohibir el Talmud, que afirmaba contenía material textual "irracional". En cuanto a su participación en la Disputa, tenía la intención de convertir a Nahmánides y otros judíos al cristianismo. Su fracaso en lograr que alguno se convirtiera durante la Disputa no desanimó a Christiani, sin embargo. A través de la agencia de Raimundo de Peñafort y con cartas de protección del rey Jaime I de Aragón, emprendió viajes misioneros y obligó a los judíos por doquier a escuchar sus predicaciones y responder a sus preguntas, tanto en sinagogas como en cualquier otro lugar que le placiera. Incluso llegó a obligar a sus audiencias a sufragar los gastos de sus misiones.

## Campaña contra el Talmud e inmigración a Francia
A pesar de la protección que le otorgó el rey, Christiani no tuvo el éxito que esperaba en sus misiones. Por lo tanto, en 1264, fue al Papa Clemente IV y denunció el Talmud, afirmando que contenía pasajes peyorativos sobre Jesús y María. Así, convenció al Papa de emitir una bula que ordenaba al obispo de Tarragona a poner todas las copias del Talmud al examen de los dominicos y franciscanos . 
El obispo de Tarragona le ordenó entonces al rey Jaime que nombrara una comisión formada por Christiani y otros que actuarían como censores del Talmud. Christiani y el resto de la comisión eliminaron todos los pasajes que consideraron hostiles al cristianismo. 
Cinco años después, hacia el final de su vida, Christiani se mudó a la corte del piadoso rey Luis IX de Francia y obtuvo de él permiso para hacer cumplir el edicto canónico que obligaba a los judíos en la Francia real a llevar insignias que los distinguieran como judíos. Existen documentos que dan cuenta de otra disputa entre un rabino (Abraham ben Samuel, de Ruan) y un cierto padre "Paulus Converso," llevado a cabo alrededor de 1269 en París. Joseph Shatzmiller ha afirmado que puesto que los argumentos teológicos son similares a los de Barcelona, y que al momento Christiani se encontraba en la corte de Luis IX, Paulus Converso sería el mismo Pablo Christiani, quien habría convencido al rey de apoyar otra disputa.